# Kerygmachela
Kerygmachela ist eine ausgestorbene Gattung vielzelliger Tiere (Metazoa) aus dem frühen Kambrium. Fossilien der einzigen bekannten Art K. kierkegaardi, wurden in der Fossillagerstätte der Sirius-Passet-Faunengemeinschaft im Norden Grönlands  gefunden und im Jahr 1993 erstmals wissenschaftlich beschrieben. Die Verleihung des wissenschaftlichen Namens der Typusart erfolgte zu Ehren des dänischen Philosophen Søren Kierkegaard.

## Merkmale
K. kierkegaardi besaß einen segmentierten Körper. Er besaß auffällige Fortsätze am Kopf, welche den Greifern von Anomalocaris ähneln, und einen relativ kleinen Mund zwischen den Fortsätzen. Basierend auf diesen anatomischen Merkmalen wird angenommen, dass die Vertreter dieser Gattung Prädatoren waren. Die Körpersegmente trugen elf Paar lappenartige Fortsätze, die vermutlich der Fortbewegung im Wasser dienten, sowie elf Paar kurzer Beine auf der Unterseite. Das hintere Körpersegment trug zwei lange Cerci.

## Systematik
Aufgrund vieler morphologischer Ähnlichkeiten wird Kerygmachela der Gruppe der Anomalocarididen oder parallel zu dieser den ausgestorbenen Radiodonten zugeordnet.